# Мацара-дель-Валло
Мацара-дель-Валло (італ. Mazara del Vallo, сиц. Mazzara) — місто та муніципалітет в Італії, у регіоні Сицилія, провінція Трапані.
Мацара-дель-Валло розташована на відстані близько 480 км на південь від Рима, 90 км на південний захід від Палермо, 45 км на південь від Трапані.
Населення — 51 799 осіб (2014).

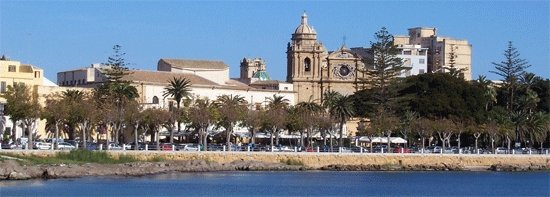

Щорічний фестиваль відбувається 15 червня. Покровитель — святий Віт.

## Демографія
Населення за роками:

Станом на 1 січня 2023 року в муніципалітеті офіційно проживало 3457 іноземців з 74 країн, серед них 240 громадян країн Євросоюзу та 13 громадян України.

## Сусідні муніципалітети
- Кампобелло-ді-Мацара
- Кастельветрано
- Марсала
- Петрозіно
- Салемі